# KRC Haaltert
KRC Haaltert is een Belgische voetbalclub uit Haaltert. De club is bij de Koninklijke Belgische Voetbalbond aangesloten met stamnummer 2729 en heeft groen en rood als clubkleuren. Haaltert treedt aan in de provinciale reeksen.

## Geschiedenis
De club werd opgericht in 1942. De club ging van start in de provinciale reeksen en bleef de komende decennia in de lagere reeksen hangen. In 1980 speelde de club kampioen in Tweede Provinciale en kon zo voor het eerst naar Eerste Provinciale. In 1988 degradeerde de club naar Tweede en bleef er de volgende jaren spelen.
KRC Haaltert streed elk seizoen voor een terugkeer naar Eerste Provinciale en eindigde in de loop van de jaren 90 meermaals in de subtop van zijn reeks. In het seizoen 2000/01 was men dicht bij een promotie. Naar het seizoenseinde toe zette KE Appelterre-Eichem een succesreeks neer en kwam zo na 30 speeldagen gedeeld met KRC Haaltert aan de leiding met 62 punten. Een testmatch op het veld van KSV Geraardsbergen leverde Appelterre de titel en de promotie en een paar weken later werd KRC Haaltert uitgeschakeld in de eindronde van de tweedeprovincialers.
Haaltert bleef nog enkele jaren in Tweede Provinciale, maar kende dan een terugval. In 2007 eindigde men bij de laatste van de reeks en zo zakte de club naar Derde Provinciale. Ook daar kende men weinig succes en in 2008 zakte men al meteen verder weg naar Vierde Provinciale,  het allerlaagste niveau. De volgende jaren bleef Haaltert in de laagste reeksen spelen. Enkele keren kon het promoveren naar Derde Provinciale, maar zakte telkens na een jaar terug naar Vierde.
In 2020 werd besloten te fusioneren met de buren van FC Kerksken. De nieuwe club heet KFC Kerksken-Haaltert en speelt onder het stamnummer 2729 van Haaltert.